# Acrolepia aiea
Acrolepia aiea là một loài bướm đêm thuộc họ Acrolepiidae. Nó là loài đặc hữu của Kauai.
Ấu trùng ăn Nothocestrum latifolium. Chúng ăn lá nơi chúng làm tổ.